# Tour Down Under 2010
De Tour Down Under 2010 (Engels: 2010 Santos Tour Down Under) was de twaalfde editie van deze meerdaagse wielerwedstrijd die in en rondom Adelaide in Australië werd gehouden. Deze editie vond plaats van 19 tot en met 24 januari 2010, en maakte, net als de eerdere edities, deel uit van de UCI ProTour. De Duitse sprinter André Greipel van Team HTC-Columbia won voor de tweede keer het eindklassement.
Op 17 januari werd de Tour Down Under traditiegetrouw voorafgegaan door de 'Cancer Counsil Classic', een criterium in Adelaide, welke uitslag niet meetelde voor het klassement en ook geen deel uitmaakte van de UCI ProTour. Deze wedstrijd werd gewonnen door Greg Henderson.

## Cancer Counsil Classic
| rang | renner                 | land          | ploeg                   | tijd     |
| ---- | ---------------------- | ------------- | ----------------------- | -------- |
| 1    | Greg Henderson         | Nieuw-Zeeland | Team Sky                | 1u04'33" |
| 2    | Chris Sutton           | Australië     | Team Sky                | z.t.     |
| 3    | André Greipel          | Duitsland     | Team Columbia-High Road | z.t.     |
| 4    | Robbie McEwen          | Australië     | Katjoesja               | z.t.     |
| 5    | Baden Cooke            | Australië     | Team Saxo Bank          | z.t.     |
| 6    | Graeme Brown           | Australië     | Rabobank                | z.t.     |
| 7    | Allan Davis            | Australië     | Astana                  | z.t.     |
| 8    | Jose Joaquin Rojas Gil | Spanje        | Caisse d'Epargne        | z.t.     |
| 9    | Anthony Ravard         | Frankrijk     | AG2R-La Mondiale        | z.t.     |
| 10   | Manuel Cardoso         | Portugal      | Footon-Servetto         | z.t.     |

## Tour Down Under

### Ploegen
Achttien ploegen verschenen aan de start van de Tour Down Under.
| AG2R-La Mondiale | Euskaltel-Euskadi     | Quick·Step    | Team Katjoesja  | Team Saxo Bank       |
| Astana           | La Française des Jeux | Rabobank      | Team Milram     | Team Sky             |
| BMC Racing Team  | Liquigas-Transito     | Team Columbia | Team RadioShack | Team UniSA-Australia |
| Caisse d'Epargne | Omega Pharma-Lotto    | Team Garmin   |                 |                      |

## Etappe-overzicht
| etappe | datum      | start         | finish   | afstand  | winnaar           | klassementsleider |
| ------ | ---------- | ------------- | -------- | -------- | ----------------- | ----------------- |
| 1e     | 19 januari | Clare         | Tanunda  | 141 km   | André Greipel     | André Greipel     |
| 2e     | 20 januari | Gawler        | Hahndorf | 133 km   | André Greipel     | André Greipel     |
| 3e     | 21 januari | Unley         | Stirling | 132,5 km | Manuel Cardoso    | André Greipel     |
| 4e     | 22 januari | Norwood       | Goolwa   | 149,5 km | André Greipel     | André Greipel     |
| 5e     | 23 januari | Snapper Point | Willunga | 148 km   | Luis León Sánchez | André Greipel     |
| 6e     | 24 januari | Adelaide      | Adelaide | 90 km    | Chris Sutton      | André Greipel     |

## Etappe-uitslagen
| rang | renner             | land          | ploeg                   | tijd     |
| ---- | ------------------ | ------------- | ----------------------- | -------- |
| 1    | André Greipel      | Duitsland     | Team Columbia-High Road | 3u15'30" |
| 2    | Gert Steegmans     | België        | Team RadioShack         | z.t.     |
| 3    | Jürgen Roelandts   | België        | Omega Pharma-Lotto      | z.t.     |
| 4    | Danilo Wyss        | Zwitserland   | BMC Racing Team         | z.t.     |
| 5    | Greg Henderson     | Nieuw-Zeeland | Team Sky                | z.t.     |
| 6    | Baden Cooke        | Australië     | Team Saxo Bank          | z.t.     |
| 7    | Graeme Brown       | Australië     | Rabobank                | z.t.     |
| 8    | Robbie McEwen      | Australië     | Katjoesja               | z.t.     |
| 9    | José Joaquin Rojas | Spanje        | Caisse d'Epargne        | z.t.     |
| 10   | Valeri Dmitriev    | Kazachstan    | Astana                  | z.t.     |

| rang | renner             | land        | ploeg                   | tijd     |
| ---- | ------------------ | ----------- | ----------------------- | -------- |
| 1    | André Greipel      | Duitsland   | Team Columbia-High Road | 3u45'27" |
| 2    | Greg Henderson     | Australië   | Team Sky                | z.t.     |
| 3    | Robbie McEwen      | Australië   | Katjoesja               | z.t.     |
| 4    | Robert Hunter      | Zuid-Afrika | Team Garmin             | z.t.     |
| 5    | Graeme Brown       | Australië   | Rabobank                | z.t.     |
| 6    | Allan Davis        | Australië   | Astana                  | z.t.     |
| 7    | Danilo Wyss        | Zwitserland | BMC Racing Team         | z.t.     |
| 8    | Luke Roberts       | Australië   | Team Milram             | z.t.     |
| 9    | Baden Cooke        | Australië   | Team Saxo Bank          | z.t.     |
| 10   | José Joaquin Rojas | Spanje      | Caisse d'Epargne        | z.t.     |

| rang | renner             | land      | ploeg                   | tijd     |
| ---- | ------------------ | --------- | ----------------------- | -------- |
| 1    | Manuel Cardoso     | Portugal  | Footon-Servetto         | 3u14'38" |
| 2    | Alejandro Valverde | Spanje    | Caisse d'Epargne        | z.t.     |
| 3    | Cadel Evans        | Australië | BMC Racing Team         | z.t.     |
| 4    | Peter Sagan        | Slowakije | Liquigas-Transito       | z.t.     |
| 5    | Mauro Finetto      | Italië    | Liquigas-Transito       | z.t.     |
| 6    | Michael Rogers     | Australië | Team Columbia-High Road | z.t.     |
| 7    | Luke Roberts       | Australië | Team Milram             | z.t.     |
| 8    | Markus Fothen      | Duitsland | Team Milram             | z.t.     |
| 9    | Anthony Roux       | Frankrijk | La Française des Jeux   | z.t.     |
| 10   | Edoeard Vorganov   | Rusland   | Katjoesja               | z.t.     |

| rang | renner              | land        | ploeg                   | tijd     |
| ---- | ------------------- | ----------- | ----------------------- | -------- |
| 1    | André Greipel       | Duitsland   | Team Columbia-High Road | 3u30'29" |
| 2    | Robbie McEwen       | Australië   | Katjoesja               | z.t.     |
| 3    | Graeme Brown        | Australië   | Rabobank                | z.t.     |
| 4    | Gert Steegmans      | België      | Team RadioShack         | z.t.     |
| 5    | Manuel Cardoso      | Portugal    | Fuji-Servetto           | z.t.     |
| 6    | Julian Dean         | Australië   | Team Garmin             | z.t.     |
| 7    | Jürgen Roelandts    | België      | Omega Pharma-Lotto      | z.t.     |
| 8    | Matthew Goss        | Australië   | Team Columbia-High Road | z.t.     |
| 9    | Robert Förster      | Duitsland   | Team Milram             | z.t.     |
| 10   | Jawhen Hoetarovitsj | Wit-Rusland | La Française des Jeux   | z.t.     |

| rang | renner             | land          | ploeg             | tijd     |
| ---- | ------------------ | ------------- | ----------------- | -------- |
| 1    | Luis León Sánchez  | Spanje        | Caisse d'Epargne  | 3u29'39" |
| 2    | Luke Roberts       | Australië     | Team Milram       | + 0’02’’ |
| 3    | Alejandro Valverde | Spanje        | Caisse d'Epargne  | + 0’04’’ |
| 4    | Cadel Evans        | Australië     | BMC Racing Team   | z.t.     |
| 5    | Peter Sagan        | Slowakije     | Liquigas-Transito | + 0’06’’ |
| 6    | Markus Fothen      | Duitsland     | Team Milram       | z.t.     |
| 7    | Sébastien Rosseler | België        | Team RadioShack   | z.t.     |
| 8    | Cameron Meyer      | Australië     | Team Garmin       | z.t.     |
| 9    | Greg Henderson     | Nieuw-Zeeland | Team Sky          | + 0’09’’ |
| 10   | Fabio Sabatini     | Italië        | Liquigas-Transito | z.t.     |

| rang | renner              | land          | ploeg                   | tijd      |
| ---- | ------------------- | ------------- | ----------------------- | --------- |
| 1    | Chris Sutton        | Australië     | Team Sky                | 1u53’20’’ |
| 2    | Greg Henderson      | Nieuw-Zeeland | Team Sky                | z.t.      |
| 3    | Graeme Brown        | Spanje        | Rabobank                | z.t.      |
| 4    | Robbie McEwen       | Australië     | Katjoesja               | z.t.      |
| 5    | André Greipel       | Duitsland     | Team Columbia-High Road | z.t.      |
| 6    | Allan Davis         | Australië     | Astana                  | z.t.      |
| 7    | Matthew Goss        | Australië     | Team Columbia-High Road | z.t.      |
| 8    | Jawhen Hoetarovitsj | Wit-Rusland   | La Française des Jeux   | z.t.      |
| 9    | Gert Steegmans      | België        | Team RadioShack         | z.t.      |
| 10   | José Joaquin Rojas  | Spanje        | Caisse d'Epargne        | z.t.      |

## Eindklassementen

### Algemeen klassement
| rang | renner                | land          | ploeg                   | tijd      |
| ---- | --------------------- | ------------- | ----------------------- | --------- |
| 1    | André Greipel         | Duitsland     | Team Columbia-High Road | 18u47'05" |
| 2    | Luis León Sánchez Gil | Spanje        | Caisse d'Epargne        | + 0'11"   |
| 3    | Greg Henderson        | Nieuw-Zeeland | Team Sky                | + 0'15"   |
| 4    | Robbie McEwen         | Australië     | Katjoesja               | + 0’17’’  |
| 5    | Luke Roberts          | Australië     | Team Milram             | + 0’17’’  |
| 6    | Cadel Evans           | Australië     | BMC Racing Team         | + 0’21’’  |
| 7    | Edoeard Vorganov      | Rusland       | Katjoesja               | + 0’25’’  |
| 8    | Jürgen Roelandts      | België        | Omega Pharma-Lotto      | + 0’26’’  |
| 9    | Robert Hunter         | Zuid-Afrika   | Team Garmin             | + 0’26’’  |
| 10   | Markus Fothen         | Duitsland     | Team Milram             | + 0’27’’  |

1999 · 
2000 · 
2001 · 
2002 · 
2003 · 
2004 · 
2005 · 
2006 · 
2007 · 
2008 · 
2009 · 
2010 · 
2011 · 
2012 · 
2013 · 
2014 · 
2015 · 
2016 · 
2017 · 
2018 · 
2019 · 
2020  · 
2021-2022 · 
2023 · 2024 · 2025
 Tour Down Under · 
 Ronde van Catalonië · 
 Gent-Wevelgem · 
 Ronde van Vlaanderen · 
 Ronde van het Baskenland · 
 Amstel Gold Race · 
 Ronde van Romandië · 
 Dauphiné · 
 Ronde van Zwitserland · 
 Clásica San Sebastián · 
 Ronde van Polen · 
 Vattenfall Cyclassics · 
 GP Ouest France-Plouay · 
  Eneco Tour · 
 Grote Prijs van Quebec · 
 Grote Prijs van Montreal